# Елизавета Маврикиевна
Елизавета Маврикиевна (25 януари 1865 – 24 март 1927) е германска принцеса и велика руска княгиня, съпруга на великия княз Константин Константинович, внук на руския император Николай I.

## Живот
Елизавета Маврикиевна е родена на 25 януари 1865 в Майнинген, Германия, като принцеса Елизабет Августа Мария Агнес фон Сакс-Алтенбург. Тя е дъщеря на принц Мориц фон Саксония-Алтенбург и съпругата му, принцеса Августа фон Саксония-Майнинген.
По време на младежките си години Елизабет прави няколко обиколки из Европа, посещавайки своите роднини. През 1882 г. в Алтенбург, когато е на шестнадесет, Елизабет се среща с втория си братовчед, великия княз Константин Константинович. Веднага започват разговори за евентуален годеж, но въпреки че Елизабет казва, че е готова де се омъжи за него, тя първоначално се разколебава. Когато двамата се разделят, Константин обещава, че ще ѝ пише често, но не изпълнява обещанието си, тъй като великият княз се оказва прекалено затворен в себе си. Въпреки това той ѝ посвещава няколко поеми.
През 1884 г. принцеса Елизабет посещава Русия, където окончателно е уреден бракът ѝ с великия княз Константин Константинович, макар че принцесата категорично отказва да смени лутеранската си религия и да приеме православието. Това се оказва сериозен удар за годеника ѝ, който е ревностен православен християнин. Принцесата скандализира двора и с категоричния си отказ да целува светия кръст по време на православните служби.
Сватбата на Елизабета и Константин Константинович е отпразнувана на 27 април 1884 г. След сватбата Елизабет започва да се нарича Елизавета Маврикиевна. Бракът се оказва изключително успешен, въпреки различието във вероизповеданията и фактът, че Константин е хомосексуален и крие в тайна връзките си с различни мъже. Двамата дори имат девет деца.
Великата княгиня Елизавета Маврикиевна или Мавра, както е известна в двора на Романови, е изключително популярна и се разбира чудесно със своя племенник, император Николай II.
Елизавета надживява повечето си деца. През 1905 умира двумесечната ѝ дъщеря, Наталия. По време на Първата световна война синовете ѝ се сражават в руската армия срещу Германия. Един от тях, Олег, е убит през 1914 г. в Литва. През 1915 г. умира и съпругът ѝ Константин Константинович. Същата година е убит и съпругът на дъщеря ѝ Татяна.
След избухването на революцията от 1917 г. великата княгиня Елизавта Маврикиевна успява да напусне Русия, но тримата ѝ синове – Йоан, Константин и Игор, са заловени от съветите. На 18 юли 1918 и тримата са убити от болшевиките в Алапаевск, Сибир, заедно с други членове на императорското семейство. На следващата година в Петроград е разстрелян и братът на съпруга ѝ – великият княз Дмитрий Константинович.
По време на войната и след Октомврийската революция Елизавета и двете ѝ по-малки деца – Георги и Вера, живеят в Павловск. В края на 1918-те получават разрешение от болшевиките да напуснат Русия на борда на кораба Енгерманланд и да заминат за Швеция по покана на шведската кралица Виктория. На пристанището в Стокхолм ги посреща принц Густав Адолф, който ги отвежда в кралския дворец.
След двугодишен престой в Швеция Елизавета Маврикиевна и двете ѝ деца заминават за Белгия по покана на белгийския крал, а след това се установяват в Алтенбург, Германия.
Великата княгиня Елизавета Маврикиевна умира от рак на 24 март 1927 в Лайпциг.

## Деца
- княз Йоан Константинович
- княз Гавриил Константинович
- княгиня Татяна Константиновна
- княз Константин Консатнтинович Младши
- княз Олег Константинович
- княз Игор Константинович
- княз Георги Константинович
- княгиня Наталия Константиновна
- княгиня Вера Константиновна